# BørneTelefonen
BørneTelefonen er et rådgivningstilbud til danske børn, der har det svært. 
BørneTelefonen blev oprettet i 1987 af Børns Vilkår, som fortsat driver den. Når et barn ringer eller skriver til BørneTelefonen kommer det igennem til en frivillig voksen rådgiver, der har en professionel baggrund fra arbejdet med børn og unge. Det er gratis at ringe til BørneTelefonen og alle opkald er anonyme.  
Ordningen er senere suppleret med ForældreTelefonen til voksne omkring et barn og HØRT til unge. Begge fungerer efter samme mønster.
Børns Vilkår driver desuden FagTelefonen, der henvender sig til fagfolk, der arbejder med børn og unge.
Nummeret til både BørneTelefonen og HØRT er 116 111.

## I andre medier
I Anders Matthesens univers er Stewart Stardust frivillig medarbejder hos BørneTelefonen. Dette ses blandt andet i filmene Terkel i knibe og Ternet Ninja.